# Tibetaanse kalender

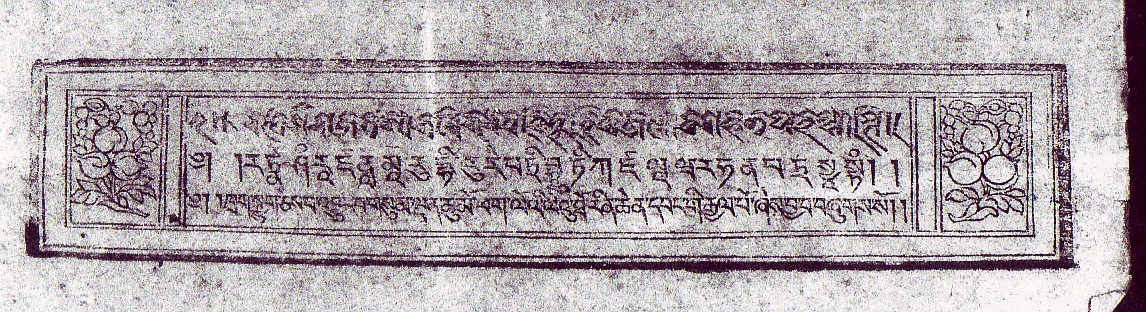
Voorkant van een Tibetaanse kalender uit Lhasa van het Water-Varkenjaar (1923/24)

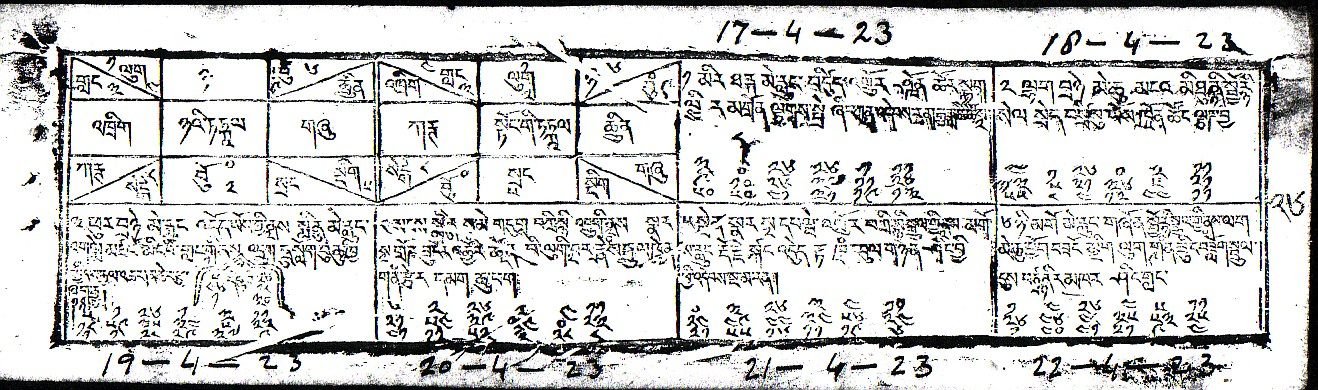
Begin van derde Hor-maand, Tibetaanse kalender uit Lhasa van het Water-Varkenjaar (1923/24)

De Tibetaanse kalender is een astronomische, lunisolaire kalender. Voor de Tibetaanse astronomie was de jaarlijkse berekening van een kalender een van de hoofdtaken.
Het Tibetaanse jaar bestaat variërend uit 12 of 13 maanmaanden die om en nabij met de eerste dag na nieuwe maan beginnen.
In het uitgangspunt, waarbij 65 solaire maanden overeenkomen met 67 synodische maanden, werd aan alle 32,5 maanden een schrikkelmaand toegevoegd, zodat het Tibetaanse jaar gemiddeld overeenkomt met het solaire jaar.
Tot in de Nieuwe Tijd waren in de verschillende regio's in Tibet tegelijkertijd meerdere, verschillende kalenders in gebruik. Het gebruikelijkst waren de kalenders naar de kalenderrekening van de Kalachakratantra, de Phugpa-school en de Tsurphu-school.

## Geschiedenis
Tijdens de Tibetaanse Yarlung-dynastie (7e-9e eeuw) werden de jaren met de twaalf dierennamen van de Oost-Aziatische dierenriem aangegeven. De namen van de maanden werden verbonden aan de vier jaargetijden en het jaar begon met de zomer.
De vertaling van de boeddhistische Kalachakratantra in de tweede helft van de 11e eeuw markeerde het begin van een volledige verandering van de Tibetaanse kalender. Het eerste hoofdstuk van het werk bevatte onder meer een beschrijving van een Indiase astronomische kalender, de weergave van de berekeningen van de lengte van de banen van de Zon, Maan, en de planeten Mars, Mercurius, Jupiter, Venus en Saturnus, alsook de zons- als maansverduisteringen. Volgens de boeddhistische traditie werd de inhoud van de Kalachakratantra in de oorspronkelijke versie door Boeddha zelf onderwezen.

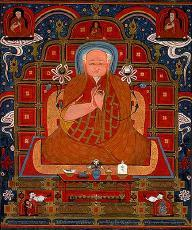
Phagspa

Evenwel ging er meer dan 200 jaar voorbij tot de kalender van de Kalachakratantra door de Tibetaanse geestelijke en heerser Phagspa in de tweede helft van de 13e eeuw werd gevestigd als de officiële Tibetaanse kalender. Hoewel deze kalender in de loop van de erop volgende eeuwen talrijke veranderingen onderging, behield de kalender het basiskarakter van een lunisolaire kalender van Indiase oorsprong.

## Jaarbegin
Tijdens de Tibetaanse Yarlung-dynastie (7e-9e eeuw) begon het begin van het jaar (Wylie: lo 'go) met de zomer.
Sinds de tweede helft van de 13e eeuw begon het Tibetaanse civiele jaar met de 1e dag van de 1e Hor-maand (Mongoolse maand). Het jaarbegin werd aangeduid met Lo gsar (Losar).
Het jaarbegin van de almanakken was telkens de 3e Hor-maand ofwel nag zla (Sanskriet: Caitra) of middelste lentemaand.
Naast deze uitgangspunten, is belangrijk te onderkennen dat er in Tibet talrijke verdere tradities waren voor bepaling van het begin van het jaar die tegelijkertijd naast elkaar in gebruik waren. Feitelijk staat wel vast dat de verschillende beginpunten van de jaren in Tibet niet overeenkwamen met de juliaanse of gregoriaanse kalender en ze konden wat de tijd betreft van jaar tot jaar variëren. In het geval van Tibetaans jaren vanaf de 19e eeuw van de gregoriaanse kalender, begint en eindigt een dergelijk Tibetaans jaar in alle gevallen rond februari-maart.

## Jaren
Er waren verschillende methodes voor de aanduiding van een jaar (lo) die tot in de Nieuwe Tijd naast elkaar bestonden.

### Cyclus van 12 jaren
Bij de cyclus van twaalf jaren (lo 'khor bcu gnyis) werden de namen van de jaren verbonden met de twaalf dierennamen van de Oost-Aziatische dierenriem. Dit is mogelijk de oudste jaartelling van de Tibetanen die al tijdens de Yarlung-dynastie (7e-9e eeuw) werd toegepast. Deze cyclus begon met het muisjaar (byi) en eindigde met het vakensjaar (phag). De afzonderlijke jaren zijn:
| Muis byi | Rund glang | Tijger stag | Haas yos | Draak 'brug | Slang sbrul | Paard rta | Schaap lug | Aap spre'u | Vogel bya | Hond khyi | Varken phag |

### Cyclus van 60 jaren

De vijf elementen: hout, vuur, aarde, metaal en water

Bij deze jaartelling werden de dierennamen van de Oost-Aziatische dierenriem, waaruit de cyclus van twaalf jaren was opgebouwd, verbonden met de vijf elementen van de Sino-Tibetaanse divinatiecalculaties, vergelijkbaar met de vijf elementen van de Wu Xing: hout (shing), vuur (me), aarde (sa), metaal (lcags) en water (chu). Hieruit ontstaan 5 x 12 = 60 jaren.

#### Drug cu skor-cyclus
De cyclus van zestig jaren van de Sino-Tibetaanse divinatiecalculaties werd drug cu skor genoemd.
Voor zover bij de dierennamen van de jaren een verschil wordt gemaakt tussen mannelijk (pho) en vrouwelijk (mo), wordt de geslachtsaanduiding vaak toegevoegd (bijvoorbeeld shing pho byi en me mo yos)
De elementen van de bovengenoemde indeling vertegenwoordigen het levensaspect voorspoed (dbang thang) van een persoon die in dit jaar is geboren.
Terwijl de cycli met rangtelwoorden geteld worden, worden de afzonderlijke jaren in een cyclus in Tibet altijd met alleen hun naam genoemd en dus nooit geteld. De eerste cyclus van de jaartelling begint met het shung byi-jaar (ca. 1024 n.Chr.). De afzonderlijke jaren van deze 60-jarencyclus worden als volgt aangeduid:
| nr. | naam          | nr. | naam           | nr. | naam             | nr. | naam         | nr. | naam            | nr. | naam           |
| --- | ------------- | --- | -------------- | --- | ---------------- | --- | ------------ | --- | --------------- | --- | -------------- |
| 1   | shing pho byi | 2   | shing mo glang | 3   | me pho stag      | 4   | me mo yos    | 5   | sa pho 'brug    | 6   | sa mo sbrul    |
| 7   | lcags pho rta | 8   | lcags mo lug   | 9   | chu pho spre'u   | 10  | chu mo bya   | 11  | shin pho khyi   | 12  | shing mo phag  |
| 13  | me pho byi    | 14  | me mo glang    | 15  | sa pho stag      | 16  | sa mo yos    | 17  | lcags pho 'brug | 18  | lcags mo sbrul |
| 19  | chu pho rta   | 20  | chu mo lug     | 21  | shing pho spre'u | 22  | shing mo bya | 23  | me pho khyi     | 24  | me mo phag     |
| 25  | sa pho byi    | 26  | sa mo glang    | 27  | lcags pho stag   | 28  | lcags mo yos | 29  | chu pho 'brug   | 30  | chu mo sbrul   |
| 31  | shing pho rta | 32  | shing mo lug   | 33  | me pho spre'u    | 34  | me mo bya    | 35  | sa pho khyi     | 36  | sa mo phag     |
| 37  | lcags pho byi | 38  | lcags mo glang | 39  | chu pho stag     | 40  | chu mo yos   | 41  | shing pho 'brug | 42  | shing mo sbrul |
| 43  | me pho rta    | 44  | me mo lug      | 45  | sa pho spre'u    | 46  | sa mo bya    | 47  | lcags pho khyi  | 48  | lcags mo phag  |
| 49  | chu pho byi   | 50  | chu mo glang   | 51  | shing pho stag   | 52  | shing mo yos | 53  | me pho 'brug    | 54  | me mo sbrul    |
| 55  | sa pho rta    | 56  | sa mo lug      | 57  | lcags pho spre'u | 58  | lcags mo bya | 59  | chu pho khyi    | 60  | chu mo phag    |

### Rab byung-cyclus
Rab byung is een cyclus van 60 jaren van Indiase herkomst en wordt in het Sanskriet ook aangeduid als Brhaspaticakra.
De afzonderlijke cycli worden met rangtelwoorden aangeduid, ofwel 1e rab byung, 2e rab byung, enz. De afzonderlijke jaren in een cyclus van 60 jaren worden ook hier noch met rangtelwoorden, noch met hoofdtelwoorden aangegeven, maar met hun naam aangeduid. Een uitzondering vormen hier de data op de Tibetaanse valuta uit de eerste helft van de 20e eeuw, waar aanduidingen te vinden zijn als rab byung 15 lo 43, wat neer komt op het 43e jaar in de 15e rab byung.
Deze cyclus ontstond in Tibet met de overname van de Indiase tijdrekening Telinga, waarbij het jaar 1027 n.Chr. - dat in Tibet het eerste jaar van de rab byung is - gelijkgetrokken werd met het eerste jaar van de 70e cyclus in de tijdrekening Tellinga. De rab byung-cyclus werd met de vertaling van de Kalachakratantra in de tweede helft van de 11e eeuw in Tibet bekend. Voor dateringsdoeleinden werd het echter pas vele eeuwen later toegepast.
De afzonderlijke jaren van deze cyclus werden als volgt aangeduid, waarbij de numerieke jaartalaanduidingen slechts te hulp zijn meegegeven:
| nr. | naam         | nr. | naam         | nr. | naam             | nr. | naam            | nr. | naam        | nr. | naam           |
| --- | ------------ | --- | ------------ | --- | ---------------- | --- | --------------- | --- | ----------- | --- | -------------- |
| 1   | rab byung    | 2   | rnam byung   | 3   | dkar po          | 4   | rab myos        | 5   | skyes bdag  | 6   | anggira        |
| 7   | dpal gdong   | 8   | dngos po     | 9   | na tshod ldan    | 10  | 'dzin byed      | 11  | dbang phyug | 12  | 'bru mang po   |
| 13  | myos ldan    | 14  | rnam gnon    | 15  | khyu mchog       | 16  | sna tshogs      | 17  | nyi ma      | 18  | nyi sgrol byed |
| 19  | sa skyong    | 20  | mi zad       | 21  | thams cad 'dul   | 22  | kun 'dzin       | 23  | 'gal ba     | 24  | rnam 'gyur     |
| 25  | bong bu      | 26  | dga' ba      | 27  | rnam rgyal       | 28  | rgyal ba        | 29  | myos byed   | 30  | gdong ngan     |
| 31  | gser 'phyang | 32  | rnam 'phyang | 33  | sgyur byed       | 34  | kun ldan        | 35  | 'phar ba    | 36  | dge byed       |
| 37  | mdzes byed   | 38  | khro mo      | 39  | sna tshogs dbyig | 40  | zil gnon        | 41  | spre'u      | 42  | phur bu        |
| 43  | zhi ba       | 44  | thun mong    | 45  | 'gal byed        | 46  | yongs 'dzin     | 47  | bag med     | 48  | kun dga'       |
| 49  | srin bu      | 50  | me           | 51  | dmar ser can     | 52  | dus kyi pho nya | 53  | don grub    | 54  | drag po        |
| 55  | blo ngan     | 56  | rnga chen    | 57  | khrag skyug      | 58  | mig dmar        | 59  | khro bo     | 60  | zad pa         |

### Tibetaanse jaren parallel aan 2008 tot 2015
| Jaar (gregoriaans) | Jaar volgens rab byung | Wylie      | Jaar volgens drug cu skor | Wylie          | Element | Dier   | Geslacht   |
| ------------------ | ---------------------- | ---------- | ------------------------- | -------------- | ------- | ------ | ---------- |
| 2008               | rab byung 17 lo 22     | kun 'dzin  | drug cu skor 17 lo 25     | sa pho byi     | Aarde   | Muis   | mannelijk  |
| 2009               | rab byung 17 lo 23     | 'gal ba    | drug cu skor 17 lo 26     | me mo glang    | Aarde   | Rund   | vrouwelijk |
| 2010               | rab byung 17 lo 24     | rnam 'gyur | drug cu skor 17 lo 27     | lcags pho stag | IJzer   | Tijger | mannelijk  |
| 2011               | rab byung 17 lo 25     | bong bu    | drug cu skor 17 lo 28     | lcags mo yos   | IJzer   | Haas   | vrouwelijk |
| 2012               | rab byung 17 lo 26     | dga ' ba   | drug cu skor 17 lo 29     | chu pho 'brug  | Water   | Draak  | mannelijk  |
| 2013               | rab byung 17 lo 27     | rnam rgyal | drug cu skor 17 lo 30     | chu mo sbrul   | Water   | Slang  | vrouwelijk |
| 2014               | rab byung 17 lo 28     | rgyal ba   | drug cu skor 17 lo 31     | shing pho rta  | Hout    | Paard  | mannelijk  |
| 2015               | rab byung 17 lo 29     | myos byed  | drug cu skor 17 lo 32     | shing mo lug   | Hout    | Schaap | vrouwelijk |

### Jaartelling met hoofdtelwoorden

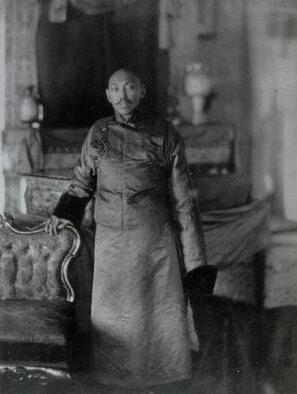
De dertiende dalai lama

Koning Nyatri Tsenpo

In drie, relatief moderne toepassingen worden hoofdtelwoorden gebruikt voor een Tibetaanse jaartelling.
Op Tibetaans papiergeld uit de eerste helft van de 20e eeuw zijn hoofdtelwoorden te zien als jaarweergave. De jaartelling begint met 255 n.Chr. als aangenomen jaartal van de geboorte de eerste koning van Tibet, waarmee wordt verwezen naar koning Totori Nyantsen. Een jaaropgave zoals 1659 komt neer op 1659 jaar na de totstandkoming van de Tibetaanse monarchie en is als zodanig het jaar 1659 + 255 - 1 = 1913. De invoering van deze jaartelling had een onlosmakelijk verband met het uitroepen van de Tibetaanse onafhankelijkheid door dertiende dalai lama in 1912.
Sinds de tweede helft van de 20e eeuw wordt ook een jaartelling gebruikt, waarbij bijvoorbeeld het jaar 2009 samenvalt met het Tibetaanse jaar 2136. Deze relatief moderne jaartelling wordt aangeduid met Bot Gyalo (bod rgyal lo). Hierbij is het begin van de Tibetaanse monarchie verlegd naar het jaar 127 v.Chr. en heeft het betrekking op koning Nyatri Tsenpo.
Op Tibetaanse kalenders van de tweede helft van de 20e eeuw en op Tibetaanse munten zijn numerieke jaartallen aangetroffen met de aanduiding rab lo, waarbij het eerste jaar overeenkomt met het eerste jaar van de rab byung-cyclus, ofwel 1027. Rab lo 928 komt als zodanig overeen met het jaar 1954.
| Jaar (gregoriaans)            | Beginjaar 127 v.Chr. | Beginjaar 255 n.Chr. | Beginjaar 1027 n.Chr. |
| ----------------------------- | -------------------- | -------------------- | --------------------- |
| Vanaf ca. februari/maart 2009 | 2136                 | 1755                 | 983                   |
| Vanaf ca. februari/maart 2010 | 2137                 | 1756                 | 984                   |
| Vanaf ca. februari/maart 2011 | 2138                 | 1757                 | 985                   |
| Vanaf ca. februari/maart 2012 | 2138                 | 1758                 | 986                   |

## Maanden
In Tibetaanse kalenders zijn er verschillende manieren in gebruik om een maand (zla ba) aan te duiden. Deze systemen bestonden parallel naast elkaar tot 1960.
Voor de lengte van de maanden, zie de paragraaf over Dagen.

### Jaargetijdemaanden

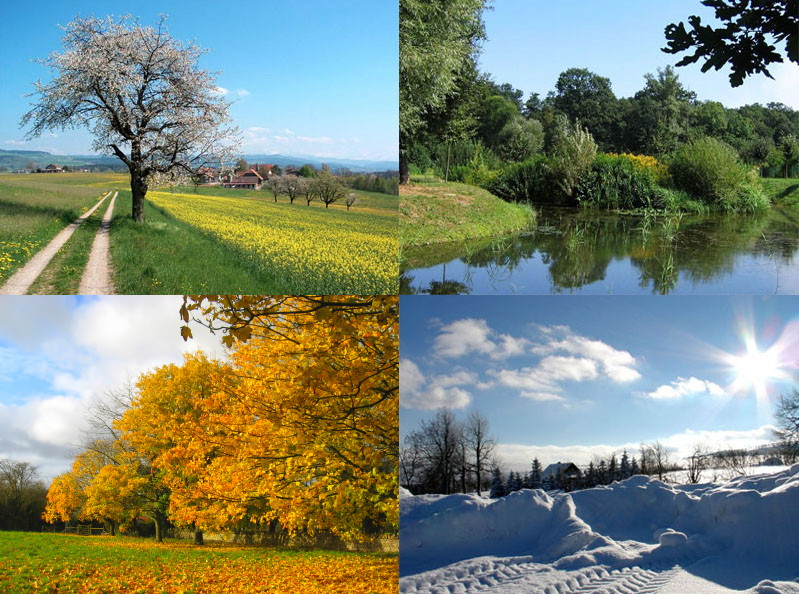
De vier jaargetijden

Tijdens de Yarlung-dynastie (7e-9e eeuw) werden kalendermaanden ingedeeld naar de vier jaargetijden
| eerste lentemaand dpyid-zla ra-ba | middelste lentemaand dpyid-zla 'bring-po | laatste lentemaand dpyid-zla mtha'-chung |
| eerste zomermaand dbyar-zla ra-ba | middelste zomermaand dbyar-zla 'bring-po | laatste zomermaand dbyar-zla mtha'-chung |
| eerste herfstmaand ston-zla ra-ba | middelste herfstmaand ston-zla 'bring-po | laatste herfstmaand ston-zla mtha'-chung |
| eerste wintermaand dgun-zla ra-ba | middelste wintermaand dgun-zla 'bring-po | laatste wintermaand dgun-zla mtha'-chung |

### Maanden van de dierenriemcyclus
Vanaf de 12e eeuw zijn de twaalf namen van de dierenriem ook in de maandaanduiding terug te vinden, zoals muis, rund, tijger, enz.
Het onderscheid naar mannelijke (pho) en vrouwelijke (mo) maanden komt overeen met de afwisseling van de overeenkomstige aanduiding van de jaren.

### Maanhuismaanden
Al in de 9e eeuw werden Tibetanen met de methode van de maandaanduiding met nakshatra (maanhuizen, Wylie: rgyu-skar), waarbij de maand wordt aangeduid met het maandhuis waarin de volle maan plaatsvindt.
De praktische toepassing van deze aanduidingen gaat terug op de verbreiding van de kalender van de Kalachakratantra van af de tweede helft van de 11e eeuw. De als aanduiding gebruikte maanhuizen zijn: mchu, dbo, nag, sa-ga, snron, chu-stod, gro-bzhin, khrums, tha-skar, smin-drug, mgo en rgyal.
De maanbetekenis wordt gegeven door er het Tibetaanse woord voor maand aan toe te voegen, zoals in dbo zla-ba.

### Hor-maanden
In de tweede helft van de 13e eeuw voerde Phagspa het systeem van de maandaanduiding met rangtelwoorden in. Dit is de zogenoemde hor zla-telling (Mongoolse maand). Dit zijn:
| 1e Hor-maand (hor-zla dang-po) 2e Hor-maand (hor-zla gnyis-pa) 3e Hor-maand (hor-zla gsum-pa) 4e Hor-maand (hor-zla bzhi-pa) 5e Hor-maand (hor-zla lnga-pa) 6e Hor-maand (hor-zla drug-pa) | 7e Hor-maand (hor-zla bdun-pa) 8e Hor-maand (hor-zla brgyad-pa) 9e Hor-maand (hor-zla dgu-pa) 10e Hor-maand (hor-zla bcu-pa) 11e Hor-maand (hor-zla bcu-gcig-pa) 12e Hor-maand (hor-zla bcu-gnyis-pa) |

## Schrikkelmaanden
Omdat het tijdvlak van twaalf lunaire maanden korter is dan een geheel solair jaar, ontstaat in een lunisolaire kalender het algemene probleem, dat tijdsverschillen moeten worden gecompenseerd. In de Tibetaanse kalender wordt dit opgelost door de toevoeging van schrikkelmaanden (zla bshol of zla lhag).
In de loop van het 2e millennium werden in Tibet verschillende methoden voor de toevoeging van schrikkelmaanden toegepast.

## Dagen

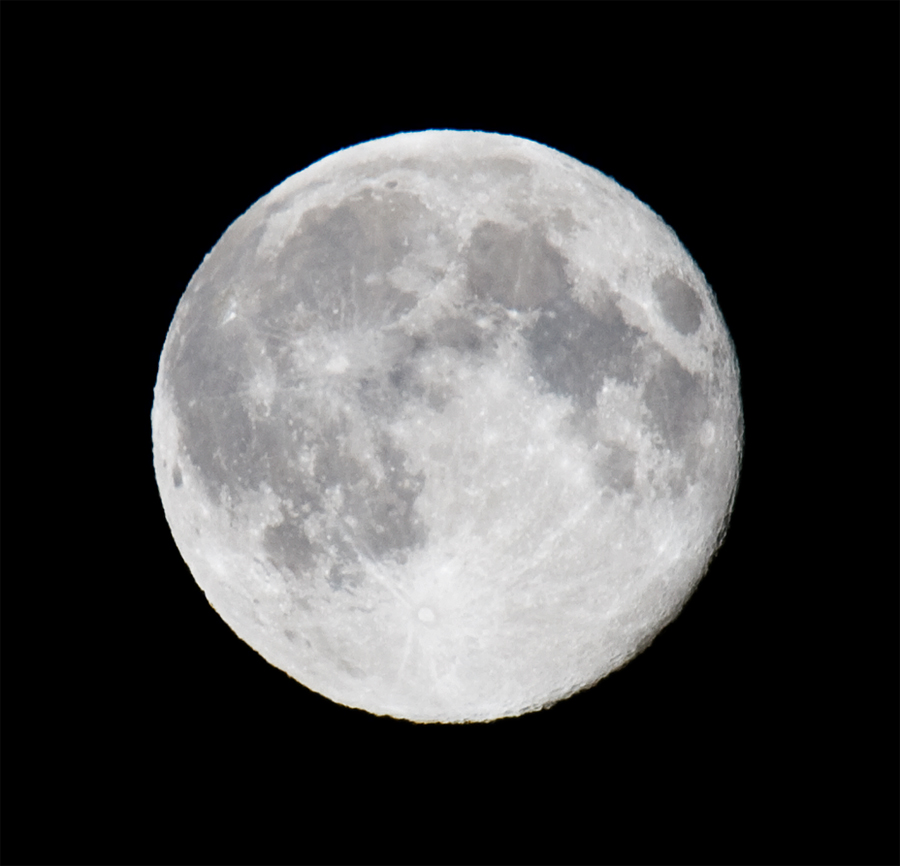
Volle maan

Nieuwe maan

Een dag (zhag) in een maand op een Tibetaanse kalender stemt overeen met natuurlijke dag.
Dagen worden geteld met hoofdtelwoorden. Dit zijn telkens dagnummers die samenvallen met de eraan vastgekoppelde lunaire dagen. Hierdoor kunnen enkele dagnummers uitvallen en of ook soms twee maal voorkomen. Het uitvallen van dagnummer leidt regelmatig tot verkorting van enkele maanden, omdat maanden in principe met de dag eindigen die het dagnummer 30 draagt.
Omdat een synodische maand kleiner is dan het tijdverloop van 30 natuurlijke dagen, is de verkorting van enkele maanden onafwendbaar, indien de regel wordt aangehouden dat de volle maan op de 15e dag en nieuwe maan op de 30e maand moet vallen.
Voor aanvang van de 12e eeuw is het gebruik van verkortingen van maanden op 29 dagen te zien, waarbij de verkorting van maanden bij mannelijke jaren anders werd uitgevoerd dan bij vrouwelijke jaren.
Met de invoering van de kalenderrekening van de Kalachakratantra in de tweede helft van de 13e eeuw verliep de verkorting volgens een gecompliceerde berekening, waarmee bepaalde data in het midden van de maand weggelaten konden worden. Bovendien kon het voorkomen dat de datum van twee op elkaar volgende natuurlijke dagen hetzelfde dagnummer droegen.
De toepassing van drie verschillende soorten dagen zijn in dit kader opvallend, namelijk: khyim zhag, tshes zhag en nyin zhag. De eerste twee dagsoorten hiervan zijn astronomische dagen.

### Dierenriemdag
De tijd die de middelste Zon nodig heeft om een sterrenbeeld (khyim) te doorlopen, wordt khyim zla (solaire maand) genoemd. Het dertigste deel van een solaire maand is een khyim-zhag. Dit zou als dierenriemdag kunnen worden aangeduid; een wetenschappelijke term hiervoor bestaat echter niet.

### Lunaire dag

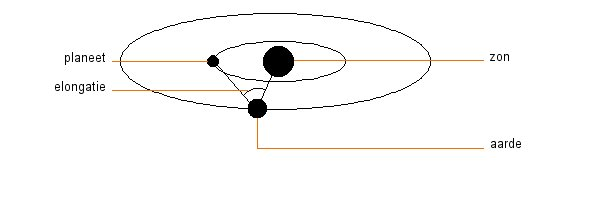
Elongatie

De tijd die de maan voor een elongatie van 12 graden nodig heeft, wordt aangeduid met tshes-zhag (lunaire dag). De lengte van zo'n dag varieert aanzienlijk vanwege de onregelmatigheid (anomalie) in de beweging van de Zon en Maan.
Het tijdvlak van 30 lunaire dagen wordt met tshes-zla (synodische maand) aangeduid. Dit is de tijd tussen twee maal nieuwe maan en komt overeen met de tijd dat de maan nodig heeft voor een elongatie van 360 graden.

### Natuurlijke dag
Als natuurlijke dag (nyin-zhag) geldt in Tibet de tijdspanne tussen twee opvolgende morgenschemeringen.
Strikt genomen is een maand die in de Tibetaanse almanakken is opgenomen en hier wordt genoemd niet gelijk aan een synodische of lunaire maand. In het Tibetaans bestaat er geen speciaal begrip voor kalendermaand.
Een Tibetaanse kalendermaand begint met een weekdag of een natuurlijke dag (gza' of nyin zhag) waar de eerste lunaire dag in eindigt. Een Tibetaanse kalendermaand eindigt met een weekdag of natuurlijke dag, waar de 30e lunaire dag eindigt. Als gevolg hiervan omvat een Tibetaanse kalendermaand 29 of 30 natuurlijke dagen.

### Weggelaten en toegevoegde dagen
In de opeenvolging van weekdagen zijn er geen weggelaten of twee maal voorkomende, toegevoegde dagen of weekdagen. Echter indien deze dagen tot de aanduiding tshes (datum) met een hoofdtelwoord gerekend worden, kan het voorkomen, dat bepaalde dagnummers niet voorkomen of twee maal na elkaar worden vergeven. Deze lunaire dagnummers worden van 1 t/m 30 gegeven. Daarbij kan het voorkomen dat op een maandag met het datumnummer 1 een dinsdag met de datumnummer 3 volgt. Eveneens kan het voorkomen dat een maandag met het datumnummer 1 gevolgd wordt door een dinsdag met het datumnummer 1.
Dit leidt ertoe dat de omrekening van Tibetaanse dateringen naar de Europese tijdsrekening lastig kan zijn. Sinds 1973 zijn hiervoor computermodellen geschreven om de omrekening te vereenvoudigen.

### Weekdagen
Een weekdag (gza') is in principe altijd een natuurlijke dag. Er zijn zeven weekdagen die worden aangeduid met de namen van de Zon en Maan en met de namen van vijf planeten:
| Dag       | Tibetaans (Wylie)           | Uitspraak  | Object (Wylie)      |
| --------- | --------------------------- | ---------- | ------------------- |
| Zondag    | གཟའ་ཉི་མ་ (gza' nyi ma)      | Sa nyi-ma  | Zon (nyi ma)        |
| Maandag   | གཟའ་ཟླ་བ་ (gza' zla ba)      | Sa da-wa   | Maan (zla ba)       |
| Dinsdag   | གཟའ་མིག་དབར་ (gza' mig dmar) | Sa Mik-mar | Mars (mig dmar)     |
| Woensdag  | གཟའ་ལྷག་པ་ (gza' lhak pa)    | Sa Lhak-ba | Mercurius (lhag pa) |
| Donderdag | གཟའ་ཕུར་པུ་ (gza' phur bu)    | Sa Phur-bu | Jupiter (phur bu)   |
| Vrijdag   | གཟའ་པ་སངས་ (gza' pa sangs)  | Sa Ba-sang | Venus (pa sangs)    |
| Zaterdag  | གཟའ་སྤེན་པ་ (gza' spen pa)    | Sa ben-ba  | Saturnus (spen pa)  |